# Вевилл, Ася
А́ся Ве́вилл, иногда Уэ́вилл (англ. Assia Wevill; урождённая Гу́тман, англ. Gutman; 15 мая 1927 — 23 марта 1969) — вторая гражданская жена британского поэта Теда Хьюза. Печально знаменита тем, что предварительно убила свою дочь Шуру и покончила с собой тем же методом, что и первая жена Хьюза, Сильвия Плат (отравилась газом).

## Биография
Ася Гутман родилась в семье врача, который был родом из России. Её детство прошло в Тель-Авиве. В юности она отличалась своенравностью. Посещала клубы, где знакомилась и танцевала с британскими солдатами. Так она познакомилась с сержантом Джоном Стилом, который и стал её первым мужем. С ним она переехала в Лондон в 1946 году. Позднее они эмигрировали в Канаду, где Ася поступила в Университет Британской Колумбии. В Ванкувере она познакомилась с экономистом Ричардом Липси, который стал её вторым мужем. В 1956 году, во время путешествия на корабле в Лондон, Ася познакомилась с поэтом и переводчиком Дэвидом Вевиллом, за которого вышла замуж в 1960 году.
Ася свободно говорила на нескольких языках. В 1965 году она создала рекламный ролик, благодаря которому в мире рекламы ее стали называть “морской ведьмой”. Это была реклама краски для волос. В сценарии Аси сочетались греческая мифология и эстетика Джеймса Бонда. Ролик снимали на острове в Эгейском море. В отличие от большинства рекламных видео того времени, особенно для женской продукции, у этого ролика был сюжет. 
Помимо работы в рекламной индустрии, она занималась переводами, в частности она переводила израильского поэта Иехуду Амихая, а также сама писала стихи и издавала их под девичьей фамилией Ася Гутман.
Её отношения с Тедом Хьюзом начались уже в 1961 году. Хьюз посвящал Асе стихи. Супруга Хьюза Сильвия, уже страдавшая в тот момент тяжёлой формой депрессии, замечала их притяжение. Измена Хьюза с Асей стала одной из основных причин развода Сильвии и Теда в декабре 1962 года. После самоубийства Сильвии в феврале 1963 года Ася переехала к Теду, жила в доме Сильвии, спала в её кровати, смотрела за её детьми.
Через шесть лет после самоубийства Плат Ася практически достоверно точно реконструировала обстоятельства смерти Сильвии, с той только разницей, что предварительно убила свою дочь Шуру. 23 марта 1969 года Ася закрылась на кухне дома, герметично укрыла окна и щели, положив тело дочери на матрац, она выпила снотворное, растворённое в виски, а затем открыла бытовой газ.